# Кежоян, Андрей Хоренович
Андрей Хоренович Кежоян (14 января 1922, Батуми — 21 декабря 1979, Москва) — советский юрист, следователь по особо важным делам при Генеральном прокуроре СССР (1953—1979 гг.), государственный советник юстиции 3-го класса (1975), Заслуженный юрист РСФСР (1974), кандидат юридических наук (1971).

## Биография
- В 1940 г. — окончил школу и призван на военную службу в Красную Армию. В период Великой Отечественной войны в составе заградроты 38-й запасной стрелковой бригады.
- В 1942 г. принимал участие в обороне Рогского перевала на Закавказском фронте. В дальнейшем проходил военную службу на офицерских должностях в 296 стрелковой дивизии Закавказского фронта.
- В июне 1946 г. уволен в запас по состоянию здоровья.
- В 1950 г. — окончил Саратовский юридический институт и получил направление на работу в органы прокуратуры Краснодарского края.
- С 1950 по 1952 гг. — народный следователь прокуратуры Сталинского и Кировского районов г. Краснодара, старший следователь прокуратуры Краснодарского края.
- С 1952 по 1953 гг. — следователь следственного Управления Прокуратуры Союза ССР.
- С 1953 по 1979 гг. — следователь по особо важным делам при Генеральном прокуроре СССР.

Расследовал так называемое рыбное дело о взяточничестве в системе Министерства рыбного хозяйства СССР.
А. Х. Кежоян был склонен к точным наукам. Автор многочисленных публикаций по тактике и методике расследования преступлений и сборе доказательств в журналах «Социалистическая законность», «Советская милиция», в сборнике «Следственная практика». Издательством «Юридическая литература» издано методическое пособие для следователей «Вещественные доказательства по делам об убийстве», опубликованы многочисленные рассказы о раскрытии и расследовании конкретных преступлений в рубрике очерков «Следователи рассказывают».
- Воспитал сына Владимира и дочь Елену.

## Из публикаций А. Х. Кежояна
- Несмотря на большое, а подчас и решающее значение опознания для изобличения преступника, оно всегда должно рассматриваться в совокупности с другими доказательствами. Это общее положение при оценке доказательств нужно подчеркнуть еще и потому, что опознание во многом зависит от субъективных качеств опознающего (1960 г.)
- Одно из условий успешного расследования — стабильный состав следователей, входящих в группу, и хотя иногда изменения в ее составе неизбежны, замена может отрицательно сказаться на расследовании дела (1962 г.)
- Нет нужды доказывать преимущества киносъёмки перед обычным фотографическим способом закрепления доказательств: она неизмерима больше, чем фотоснимки, вносит элемент «присутствия» при проведении следственных действий (1966 г.)

## Награды
- медаль «За оборону Кавказа» (1945 г.);

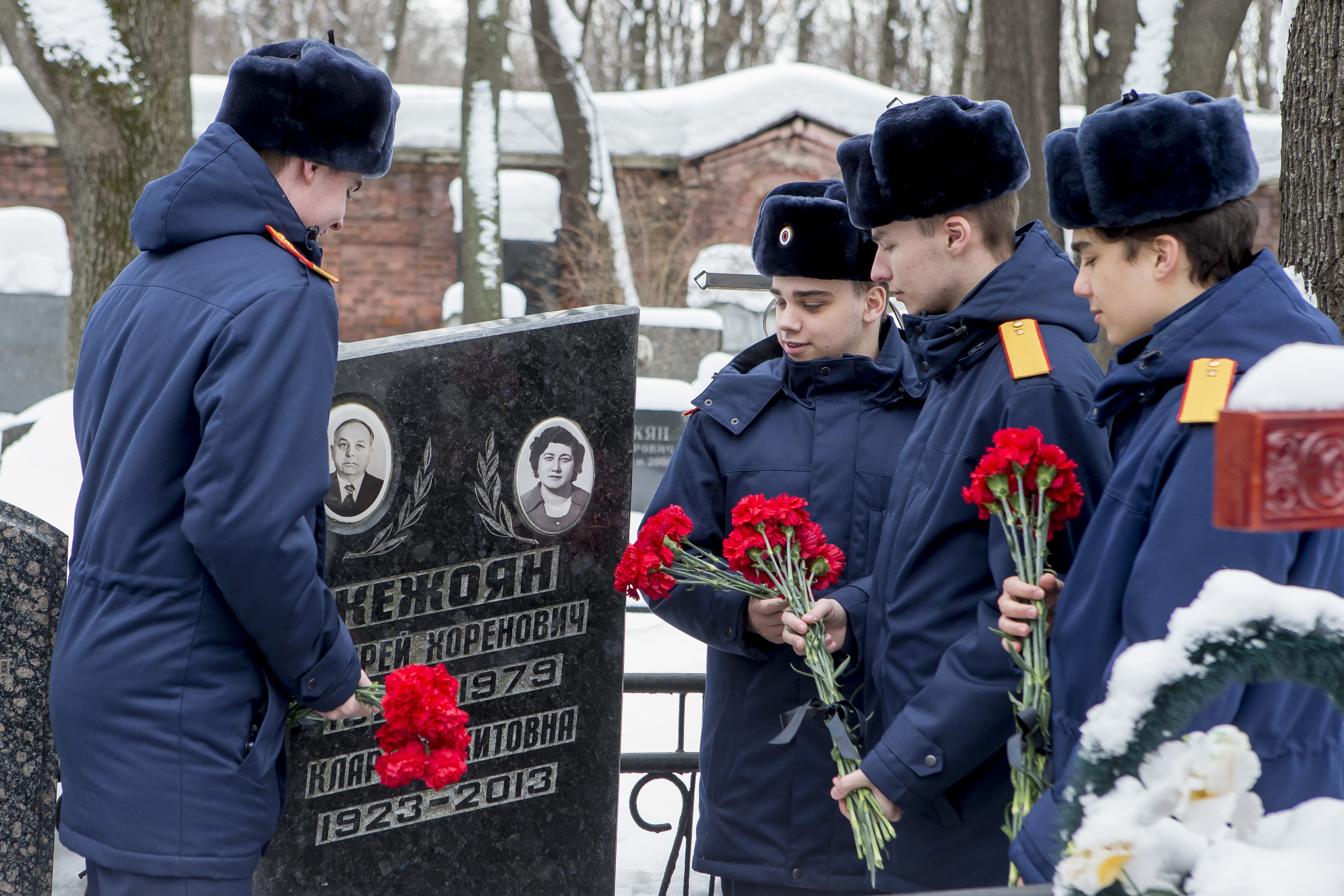
Возложение цветов к месту захоронения А. Х. Кежояна

- медаль «За Победу над Германией в Великой Отечественной войне 1941—1945 гг.» (1945 г.);
- орден «Знак Почета» (1966 г.).

## Память
- Похоронен на Армянском Ваганьковском кладбище, которое расположено в Пресненском районе города Москвы на улице Сергея Макеева, 12.
- В Зале истории предварительного следствия в России Следственного комитета Российской Федерации создана посвященная А. Х. Кежояну экспозиция, где хранятся его личные вещи.
- Портрет А. Х. Кежояна, наряду с портретами В. В. Найденова, Г. П. Каракозова, Ю. А. Зверева, С. М. Громова, Ю. Д. Любимова и других выдающихся следственных работников прокуратуры Союза ССР на рубеже 20-21 вв. размещен в галерее портретов.
- 8 февраля 2022 г. в Московской академии СК РФ состоялось памятное мероприятие, посвященное 100-летию со дня рождения выдающегося следователя А. Х. Кежояна.

## Отзывы современников
Из воспоминаний доктор медицинских наук, профессора В. Ю. Толстолуцкого:
Кажется, не было убийства, которое следователь по особо важным делам при Генеральном прокуроре СССР Кежоян не смог бы раскрыть. Он имел вкус к работе с вещественными доказательствами. Мастер психологического допроса, он был еще и великолепным организатором. В сложных случаях, зная наперечет всех лучших специалистов по расследованию убийств в территориальных органах прокуратуры, он оперативно формировал из них следственную группу. Постоянно контактируя с оперативными службами МВД, знал, как оптимально использовать их возможности…

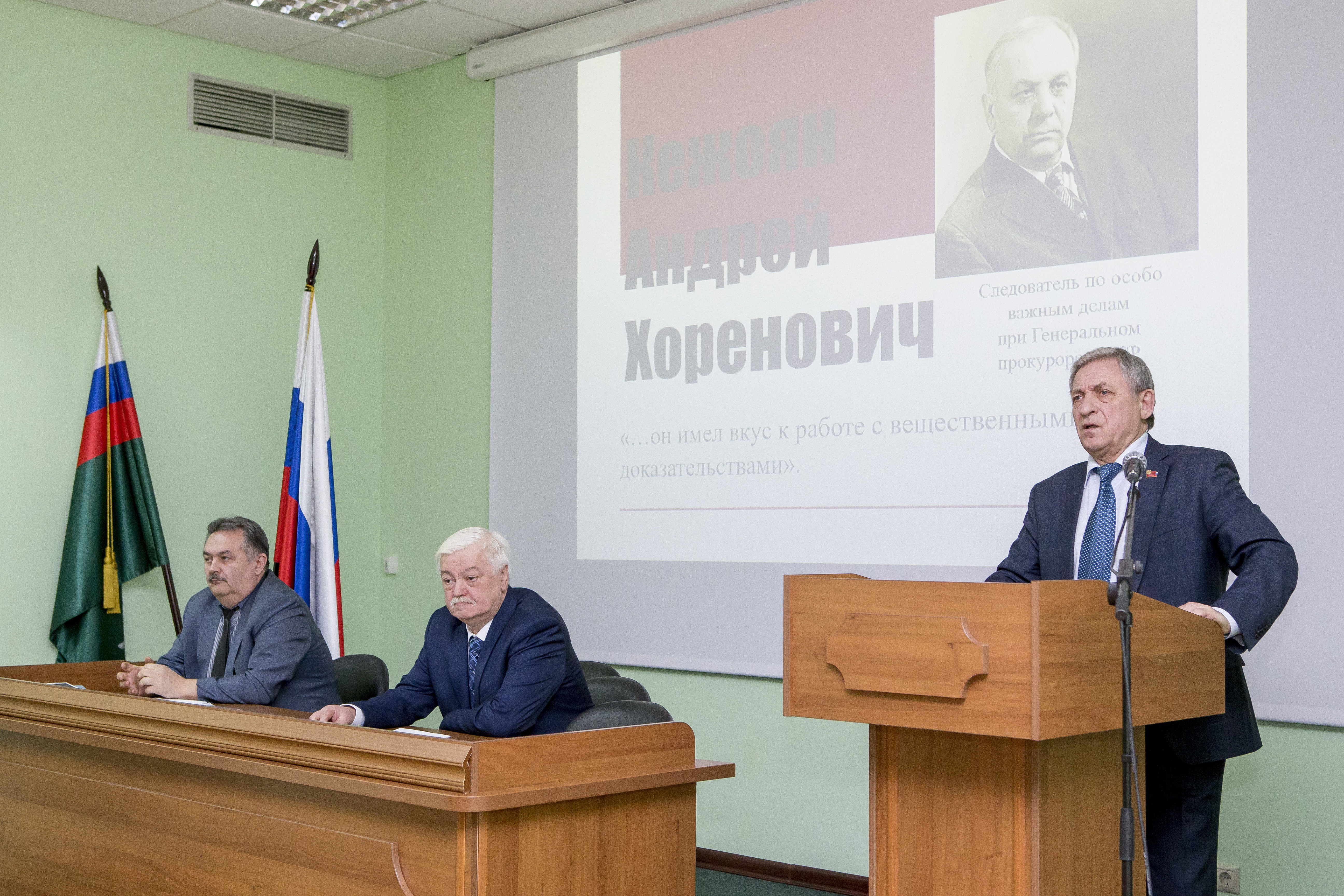
Воспоминаниями о А. Х. Кежояне делится ветеран следствия Е. П. Ильченко

Из воспоминаний заместителя Генерального прокурора СССР государственного советника юстиции 1-го класса В. В. Найденова:
Отличительной особенностью его деятельности является умелое использование достижений науки для изучения «немых свидетелей» — вещественных доказательств. Он не только собирал кропотливо доказательства, но и осмысливал проделанную работу…